# Makrani
Los makrani  (en guyaratí: મકરાણી; en baluchi: مکرانی) son una comunidad musulmana que se encuentra en el estado indio de Guyarat y en Pakistán. Se subdividen en varios clanes, siendo los principales los ascani, baluchi, umarzai, rinde-baluchi, mulcaje y gudizai. Todos gozan de un estatus equivalente y no existe un sistema de exogamia gotra. Muchos siguen trabajando para la policía estatal, mientras que otros se dedican principalmente a la agricultura. Los macrani jamate, otra de sus subdivisiones, son muy activos en los asuntos de la comunidad.

## Historia
Los makrani de Guyarat son descendientes de los baluchíes que fueron llevados a Saurastra como mercenarios. Aún se distribuyen en los antiguos estados principescos de Kathiawar. Estos soldados baluchíes procedían de la región de Makrán, en Baluchistán. Ahora hablan gujarati, mientras que algunos makrani también saben urdu. Son una de las tres comunidades de Guyarat, que afirma ser originaria de Baluchistán.
Los makrani se diferencian de los baluchíes de Sulaimani, otra comunidad baluchí de la región. En Pakistán, en cambio, se tiende a utilizar el término makrani como sinónimo de los siddíes, sin embargo, los macrani guyaratíes no tienen conexión alguna con la comunidad siddi, al igual que son étnicamente baluchíes, pero sin conexión histórica con África.